# Mamzel
Mamzel – polska grupa muzyczna wykonująca disco polo, założona w Ostrołęce w 1995 roku przez Jarosława Mamińskiego. Jest autorem tekstów, kompozytorem i jednocześnie liderem tego zespołu. Oprócz koncertów zespół organizuje też imprezy typu: wesela, bale, studniówki itp.
Zespół ma na koncie 7 albumów i takie hity jak: „Zuza”, „Kochaj zawsze tylko mnie”, „Ciao Valentino”, „Wzięli mu brykę” oraz najnowsze „Nie ma chemii między nami”, „Zielone oczy” i „Bilet do nieba”.

## Dyskografia
- Kochaj zawsze tylko mnie (2003)
- Letnia miłość (2004)
- Bilet do nieba (2005)
- Ty i Ja (2007)
- Ciao Valentino (2010)
- Nie ma chemii między nami (2012)
- Piękne oczęta (2014)